# مارک فراست
مارک فراست (انگلیسی: Mark Frost؛ زادهٔ ۲۵ نوامبر ۱۹۵۳) رمان‌نویس، فیلم‌نامه‌نویس، کارگردان فیلم و تهیه‌کننده فیلم اهل ایالات متحده آمریکا است.
از فیلم‌ها یا مجموعه‌های تلویزیونی که وی در آن نقش داشته است، می‌توان توئین پیکس، بهترین بازی دنیا، چهار شگفت‌انگیز،  قیام موج‌سوار نقره‌ای، مرد شش‌میلیون‌دلاری و اکولایزر را نام برد.